# Hylophasma debilis
Hylophasma debilis là một loài tò vò trong họ Ichneumonidae.